# 関東テキヤ一家
『関東テキヤ一家』（かんとうてきやいっか）は、1969年11月18日に公開された日本の映画。92分。監督は鈴木則文、主演は菅原文太。

## 概要
『関東テキヤ一家シリーズ』の第1作。

## スタッフ
- 監督：鈴木則文
- 企画：俊藤浩滋、松平乗道
- 脚本：村尾昭
- 撮影：山岸長樹
- 美術：石原昭
- 音楽：菊池俊輔
- 録音：溝口正義
- 照明：井上孝二
- 編集：堀池幸三
- スチール：杉本昭三

## キャスト
- 国分勝：菅原文太
- 引地鉄男：待田京介
- 時枝英三：寺島達夫
- 川原志津：土田早苗
- 明石操：桜町弘子
- 佐貫五郎：南利明
- 羽黒専次：関山耕司
- 荒武勇：汐路章
- 大西ヤエ子：石井富子
- 犬飼：由利徹
- 石野直行：中村錦司
- 浜中庄平：丘路千
- 山田清松：蓑和田良太
- 安井忠夫：畑中伶一
- 鬼沢竜平：林彰太郎
- 唐島徳次：平沢彰
- 金光岩男：高並功
- 黒田政市：藤本秀夫
- 堀川猛雄：阿波地大輔
- 阪下実六：木谷邦臣
- 岩瀬：川谷拓三
- 古橋末吉：遠山金次郎
- 小原武：土橋勇
- 湯浅英雄：有川正治
- 桜井銀三：波多野博
- 村島光治：宮城幸生
- 伴野虎吉：池田謙治
- 橋爪剛：宮谷春夫
- 三坂七郎：秋山勝俊
- 有馬初次郎：村居京之輔
- 時枝弓子：岡田千代
- 川原まさ子：東龍子
- 林：大城泰
- 女子プロレスラー：丸平峰子、紙谷外美、京めぐみ
- 親分：疋田泰盛、有島淳平
- 署長：芦田鉄雄
- 時枝の息子：香川秀人
- 矢倉一家子分：奥野保
- 銭村友三郎：河津清三郎
- 矢倉鏡吉：天津敏
- 源田忠義：渡辺文雄
- 市井治助：嵐寛寿郎
- 大島政次郎：大木実

## 同時上映
『ならず者』
- 脚本・監督：石井輝男 / 主演：高倉健
- 1964年上映作品のリバイバル。